# Arthoniomycetes
Arthoniomycetes es una clase de hongos ascomicetos de la subdivisión Pezizomycotina que contiene dos órdenes Arthoniales y  Lichenostigmatales.
La mayoría de las especies de esta clase son formadores de líquenes y mantienen relaciones simbióticas con algas verdes. No obstante también hay especies que son saprótrofos y parásitos. Se distribuyen por todo el mundo desde regiones árticas hasta los trópicos, desde bosques húmedos hasta ecosistemas áridos, algunos suelen habitar en rocas.
Los taxones tienen apotecia, ascoma en forma de copa o platillo en el que el himenio está expuesto en la madurez. Estas apotecias son bitunicadas, con paredes internas y externas claramente diferenciadas. Los análisis filogenéticos apoya la monofilia de esta clase y la clase Dothideomycetes es el grupo hermano.

## Sistemática
La clase se clasifica de la siguiente manera, el orden Arthoniales a su vez contiene varios géneros de colocación incierta.
- Arthoniales
  - Andreiomycetaceae
  - Arthoniaceae
  - Chrysotrichaceae
  - Lecanographaceae
  - Opegraphaceae
  - Roccellaceae
  - Roccellographaceae
  - incertae sedis
    - Angiactis
    - Arthophacopsis
    - Bactrospora
    - Bryostigma
    - Catarraphia
    - Felipes
    - Glyphopsis
    - Gossypiothallon
    - Helminthocarpon
    - Hormosphaeria
    - Minksia
    - Nipholepis
    - Perigrapha
    - Phoebus
    - Sporostigma
    - Synarthonia
    - Synarthothelium
    - Tarbertia
    - Tremotylium
    - Trichophyma
    - Tylophorella
    - Wegea
- Lichenostigmatales
  - Phaeococcomycetaceae
    - Antarctolichenia
    - Etayoa
    - Lichenostigma
    - Phaeococcomyces